# Bulbophyllum rarum
Bulbophyllum rarum là một loài phong lan thuộc chi Bulbophyllum.